# Jayson Terdiman
Jayson Terdiman (East Stroudsburg, 21 de diciembre de 1988) es un deportista estadounidense que compite en luge en la modalidad doble.
Ganó dos medallas en el Campeonato Mundial de Luge, plata en 2017 y bronce en 2020, ambas en la prueba de equipo. Participó en dos Juegos Olímpicos de Invierno, en los años 2014 y 2018, ocupando el cuarto lugar en Pyeongchang 2018, en la prueba por equipos.

## Palmarés internacional
| Campeonato Mundial | Campeonato Mundial | Campeonato Mundial | Campeonato Mundial |
| Año                | Lugar              | Medalla            | Prueba             |
| ------------------ | ------------------ | ------------------ | ------------------ |
| 2017               | Igls (Austria)     | Medalla de plata   | Equipo             |
| 2020               | Sochi (Rusia)      | Medalla de bronce  | Equipo             |